# Manuel de Sousa Coutinho
Manuel de Sousa Coutinho (1540-1591) est un militaire portugais et le 31e gouverneur des Indes portugaises (Governador da Índia). 

## Biographie
Fils de Cristóvão de Sousa Coutinho, seigneur de Baião, et de Maria de Albuquerque, il se rend aux Indes très jeunes. Nommé capitaine-major de Ceylan, il défend l’île des attaques de Raju.
En 1588, il est nommé capitaine de Malacca puis gouverneur de l’Inde portugaise à la suite de la mort de Duarte de Meneses. Durant son gouvernement, il envoie une escadre défendre les intérêts portugais sur la côte orientale de l’Afrique, autour de Mombassa, alors attaquée par le corsaire ottoman Mir Al Bey.
Remplacé par Matias de Albuquerque à la tête de l’Inde portugaise, il meurt avec son épouse durant leur voyage de retour au Portugal.

## Sources
- (pt) Cet article est partiellement ou en totalité issu de l’article de Wikipédia en portugais intitulé « Manuel de Sousa Coutinho, governador da Índia » (voir la liste des auteurs).